# 阿魏酸
阿魏酸（4-羟-3-甲氧基肉桂酸或3-(4-羟基-3-甲氧苯基)-2-丙烯酸）属于一种羟基苯丙烯酸，是存在于植物细胞壁中的一种丰富的酚类植物化學成分，例如它存在于阿拉伯木聚糖中共价连接的侧链中。

## 外部連結

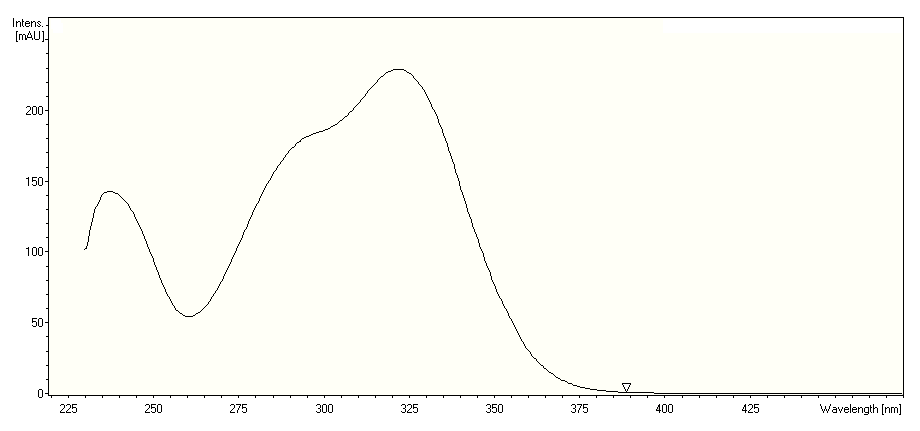
阿魏酸的紫外-可见光谱

- 阿魏酸 Ferulic acid （页面存档备份，存于） 中草藥化學圖像數據庫 (香港浸會大學中醫藥學院) （中文）（英文）